# کانسرخ
کانسرخ، روستایی از توابع بخش مرکزی شهرستان الیگودرز در استان لرستان ایران است.

## جمعیت
این روستا در دهستان پاچه لک شرقی قرار دارد و براساس سرشماری مرکز آمار ایران سرشماری عمومی نفوس و مسکن (۱۳۹۰)، جمعیت آن ۱۲۰۰ نفر(۲۳۰خانوار) بوده‌است.